# Мар'ян Чоріх
Маріан Чоріх (пол. Marian Csorich; народився 1 грудня 1979) — польський хокеїст у, захисник.  
Виступав за СМС (Сосновець), «Сточньовець» (Гданськ), «Бісмарк Боб-Кетс», «Сан-Антоніо Ігуанас», «Бордер-Сіті Бендітс», КХТ (Криниця), «Подгале» (Новий Тарг), ТКХ «Торунь», «Краковія» (Краків), ГКС (Тихи).
У складі національної збірної Польщі учасник чемпіонату світу 2010 (дивізіон I). 
Чемпіон Польщі (2006, 2008, 2009), срібний призер (2011).